# Reinhold Johannes Buhl

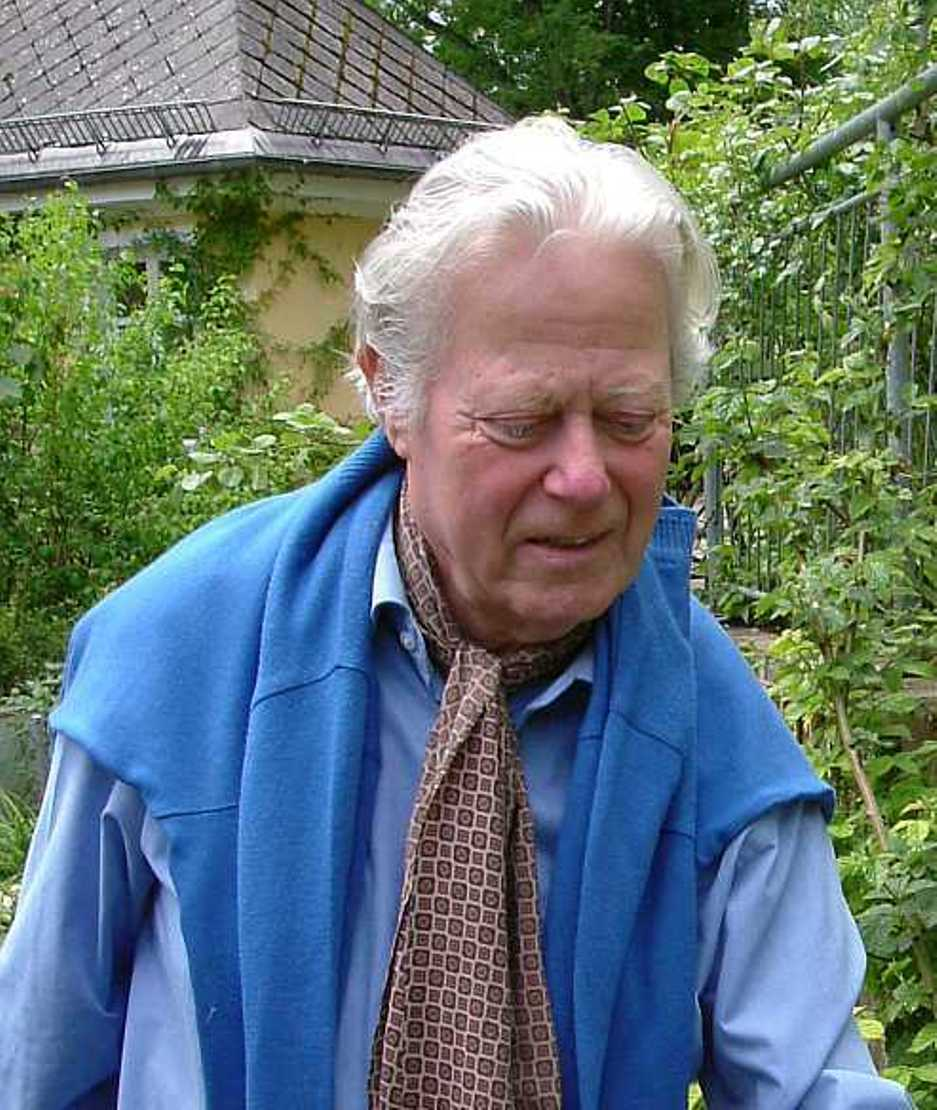
Reinhold Johannes Buhl

Reinhold Johannes Buhl (* 30. April 1933 in Mannheim; † 6. Januar 2021 in Marthashofen) war ein deutscher klassischer Cellist.

## Werdegang als Violoncellist
Reinhold Buhl erhielt seinen ersten Cellounterricht mit zehn Jahren. 1945–1952 studierte er bei Margot Gutbrod in Mannheim und erzielte bereits mit 15 Jahren erste große Konzerterfolge. 1953–1956 studierte er an der Musikhochschule in Mannheim bei August Eichhorn und Hans Adomeit und legte 1956 das Staatsexamen ab. Im gleichen Jahr nahm er an einem Meisterkurs bei Enrico Mainardi teil. Die technischen und musikalischen Wurzeln seines Cellospiels lassen sich wie folgt nachvollziehen:
- Ludwig Hoelscher – Hans Adomeit – R. B.
- Julius Klengel – Emanuel Feuermann und Pablo Casals – August Eichhorn – R. B.
- Alfredo Piatti – Hugo Becker – Enrico Mainardi – R. B.

## Musikalische Aktivitäten

### Im aktiven Berufsleben
- Mitglied der Solistenvereinigung Cappella Coloniensis des Westdeutschen Rundfunks (WDR)
- Leitung der Celloklasse am Staatlichen Hochschulinstitut für Musik in Mainz
- Solocellist in dem von Günter Kehr gegründeten Mainzer Kammerorchester
- Solocellist in Wuppertal
- 1968–1996 Solocellist des Symphonie-Orchesters des Bayerischen Rundfunks unter den Dirigenten Rafael Kubelík, Sir Colin Davis und Lorin Maazel.

Seit 1955 machte ihn seine umfangreiche Konzerttätigkeit in Deutschland bekannt und führte ihn in fast alle westeuropäischen Länder, nach Afrika, in den Vorderen Orient, nach Indien, Japan, Hongkong und Korea.
Buhl legte zahlreiche Tonträger-Einspielungen (Kammermusik und Sololiteratur, u. a. bei DGG, Philips, VOX, Harmonia mundi, FSM, Calig, Calliope) vor. Die deutschen und viele ausländische Rundfunksender produzierten Aufnahmen mit ihm.

### Nach dem aktiven Berufsleben
- 1996: Gründung und Leitung der Marthashofener Kammerkonzerte in Grafrath bei München

Die Reihe (Stand im Januar 2021: 171 Konzerte) widmet sich der historisch informierten Aufführungspraxis. Das 1996 erbaute Musikhaus Marthashofen verfügt über einen Konzertsaal, in dem sechs historische Hammerklaviere zur Verfügung stehen, seit Neuestem auch die Kopie eines Cristofori-Hammerflügels. Es sind dort viele renommierte Ensembles zu Gast wie z. B. das Henschel Quartett oder Solisten wie Christoph Hammer. Noch an seinem 80. Geburtstag am 30. April 2013 spielte Buhl das vierte und abschließende Konzert eines Zyklus mit allen Werken Beethovens für Violoncello und Hammerklavier. Buhl musizierte bevorzugt auf einem Instrument von Giovanni Grancino, Mailand aus dem Jahr 1698. Er spielte aber auch gerne seine Viola da Gamba, erbaut von Joachim Tielke.
- Gründung der privaten Stiftung Christa & Reinhold J. Buhl. Diese will die Klaviere der Sammlung erhalten und für Musiker sowie Einspielungen zugänglich machen.

## Auszeichnungen
- 1957 Internationaler Musikwettbewerb München
- Kranichsteiner Musikpreis
- Internationaler Musikwettbewerbs in Genf